# Gavelinopsis
Gavelinopsis es un género de foraminífero bentónico de la familia Discorbidae, de la superfamilia Discorboidea, del suborden Rotaliina y del orden Rotaliida. Su especie tipo es Discorbina praegeri. Su rango cronoestratigráfico abarca desde el Oligoceno hasta la Actualidad.

## Discusión
Clasificaciones previas incluían Gavelinopsis en la familia Rosalinidae.

## Clasificación
Gavelinopsis incluye a las siguientes especies:
- Gavelinopsis alhamensis
- Gavelinopsis atlantica
- Gavelinopsis bartensteini
- Gavelinopsis basilica
- Gavelinopsis baylissi
- Gavelinopsis bembix
- Gavelinopsis caledonia
- Gavelinopsis clara
- Gavelinopsis durhami
- Gavelinopsis hamatus
- Gavelinopsis holkos
- Gavelinopsis ichicus
- Gavelinopsis infracretacea
  - Gavelinopsis infracretacea simionescui
- Gavelinopsis involuta
- Gavelinopsis involutiformis
- Gavelinopsis isabelleanus
- Gavelinopsis monticula
- Gavelinopsis praegeri
- Gavelinopsis proelevata
- Gavelinopsis pukeuriensis
- Gavelinopsis simionescui
- Gavelinopsis tourainensis
- Gavelinopsis translucens
- Gavelinopsis turbinata
- Gavelinopsis umbonifer
- Gavelinopsis ventricosa
- Gavelinopsis woodringi
- Gavelinopsis zealandica

Otras especies consideradas en Gavelinopsis son:
- Gavelinopsis lobatula, considerado sinónimo posterior de Gavelinopsis praegeri
- Gavelinopsis pseudobaccata, de posición genérica incierta